# Queenstown (Maryland)
Queenstown is een plaats (town) in de Amerikaanse staat Maryland, en valt bestuurlijk gezien onder Queen Anne's County.

## Demografie
Bij de volkstelling in 2000 werd het aantal inwoners vastgesteld op 617.
In 2006 is het aantal inwoners door het United States Census Bureau geschat op 634, een stijging van 17 (2.8%).

## Geografie
Volgens het United States Census Bureau beslaat de plaats een oppervlakte van
1,2 km², waarvan 1,1 km² land en 0,1 km² water. Queenstown ligt op ongeveer zes meter boven zeeniveau.

## Plaatsen in de nabije omgeving
De onderstaande figuur toont nabijgelegen plaatsen in een straal van 16 km rond Queenstown.